# Arthur Chichester, 7. Baronet
Sir Arthur Chichester, 7. Baronet (* 25. April 1790; † 30. Mai 1842) war ein britischer Adliger.
Arthur Chichester entstammte einer Nebenlinie der Familie Chichester, einer alten Familie der Gentry aus Devon. Er war der älteste Sohn von John Chichester und von dessen Frau Elizabeth Cory aus Hart in Devon. Beim kinderlosen Tod von John Chichester, 6. Baronet, einem Cousin seines Vaters, erbte er 1808 den Titel Baronet, of Raleigh in the County of Devon, und die Besitzungen der Familie einschließlich von Youlston Park bei Barnstaple. Von 1816 bis 1817 diente er als High Sheriff von Devon.
Chichester hatte am 8. September 1819 in Clovelly Charlotte Hamlyn-Williams, eine Tochter von Sir James Hamlyn-Williams, 2. Baronet und von dessen Frau Diana Anne Whitaker geheiratet. Mit ihr hatte er mehrere Kinder, darunter sein Erbe Arthur Chichester, 8. Baronet (1822–1898).
Er wurde in Shirwell bei Barnstaple beigesetzt.